# Mahmud Muhtar Pascha

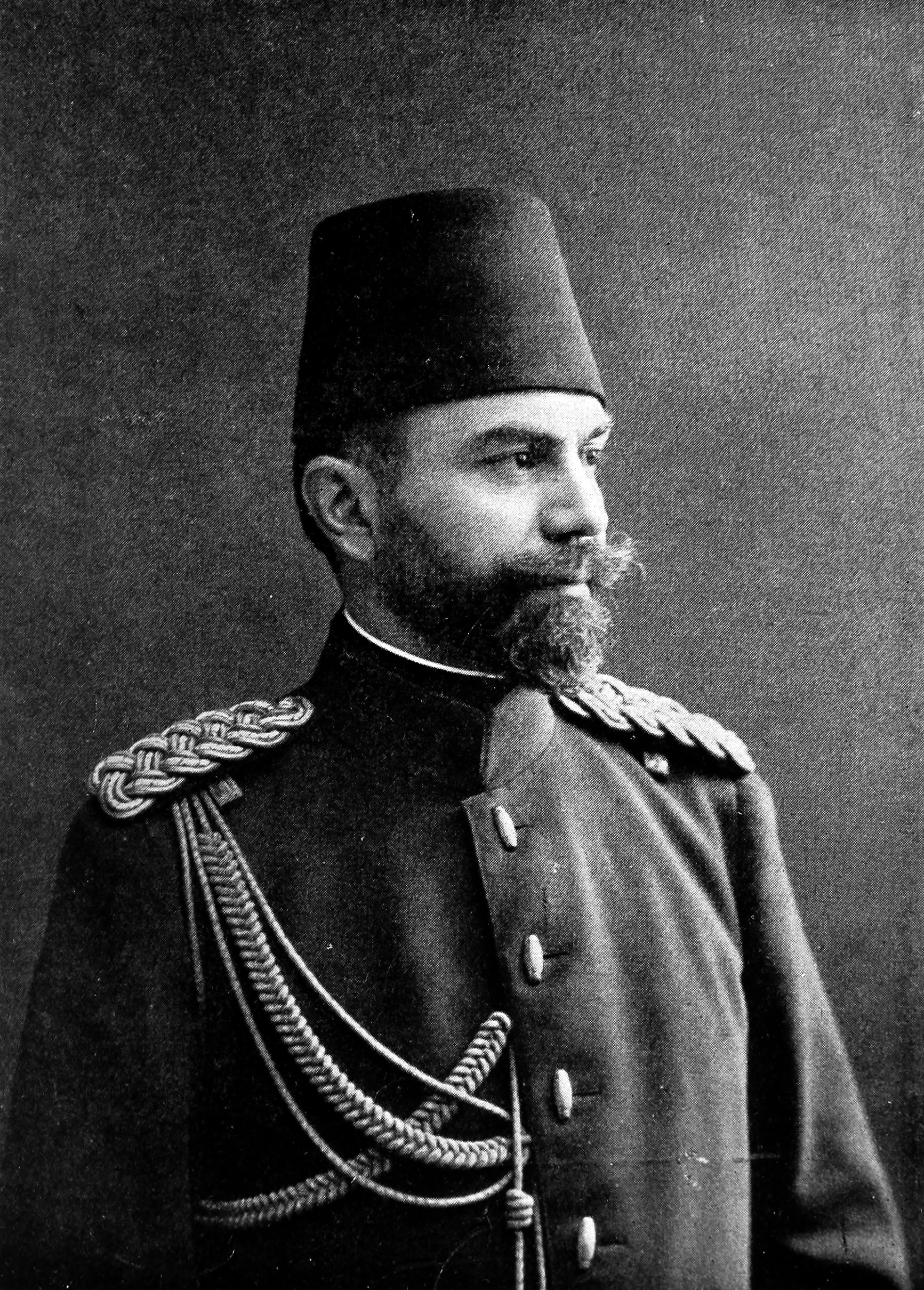
Mahmud Muhtar Pascha

Mahmud Muhtar Pascha (* 6. Dezember 1866 in Konstantinopel; † 15. März 1935) war ein osmanischer und türkischer General und Diplomat.

## Leben
Mahmud Muhtar war der Sohn des Großwesirs Ahmed Muhtar Pascha. Er absolvierte seine militärische Ausbildung in İstanbul an der Militärakademie („Harbiye“) und im Deutschen Reich. Er trat am 1. Februar 1887 als Fahnenjunker in das 2. Garde-Regiment zu Fuß der Preußischen Armee ein, absolvierte 1888 die Kriegsschule in Metz. Am 14. September 1893 nahm er als Premierleutnant seinen Abschied. Danach kehrte er in das Osmanische Reich zurück und lehrte er an der Harbiye.
Er diente im Osmanisch-Griechischen Krieg von 1896 als Oberst und war an den Schlachten bei Veletsin, Çatalca und Domokos beteiligt. 1900 vertrat er die Osmanische Armee bei den großen Manövern in Frankreich. Im selben Jahr wurde er zum zweiten Präsidenten der Infanterieabteilung ernannt. Muhtar Pascha war Marineminister im Kabinett İbrahim Hakkı Paschas. Er war Kommandierender General des III. Korps in der Schlacht von Kırkkilise als Teil der Balkankriege und wurde dabei mehrfach verwundet.
Mahmud Muhtar Pascha war von 28. April 1913 bis 9. April 1915 osmanischer Botschafter in Berlin.
Nach der Einführung von Familiennamen in der Türkei nahm er den Namen Katırcıoğlu an.
Seine Erinnerungen über die Balkankriege wurden 1913 in deutscher und französischer Sprache publiziert.
Muhtar Pascha hatte einen Sohn, den in der Türkei bekannten Schriftsteller Sermet Muhtar Alus. Zu seinen Kindern gehörte auch Madame Fuat Tugay, Emine Düriy Hanim (1897–1975).

## Werke
- Mahmud Muhtar Paşa: Üçüncü kolordunun ve ikinci şark ordusunun muharebatı. Kanaat, İstanbul 1912.
- Mahmud Muhtar Pascha: Meine Führung im Balkankriege 1912. Salzwasser Verlag, Paderborn 2012, ISBN 978-3-86382-700-7 (Erstausgabe:  1913, Nachdruck der deutschen Übersetzung).
- Mahmoud Moukhtar Pasha: Mon commandement au cours de la Campagne des Balkans de 1912. Berger-Levrault, Paris / Nancy 1913 (französisch, Übersetzung).